# María Luisa Bombal
María Luisa Bombal, född 8 juni 1910 i Viña del Mar, Chile, död 6 maj 1980, var en chilensk författare.
Bombal skrev på ett lågmält sätt om kvinnors liv och räknas trots en sparsam produktion till en av Chiles främsta författare. Hon reste som ung till Paris för att studera vid Sorbonne och var därefter en tid bosatt i Buenos Aires, där hon umgicks i samma litterära kretsar som Jorge Luis Borges.  Hon debuterade som författare 1934 med novellsamlingen La última niebla (svensk översättning: Den sista dimman, 1982). Uppföljaren La amortajada som skildrar en kvinna som i minnet går igenom sitt liv anses vara hennes främsta verk. 1941 flyttade hon till USA där hon bodde till 1971. Hon återvände sedermera till Chile där hon dog 1980.